# پاکیزه‌گرها
پاکیزه‌گرها (نام علمی: Cathartes) نام یک سرده از تیره پاکیزه‌گران (Cathartidae) است.